# Noto (schiereiland)
Noto (能登半島, Noto-hantō) is een Japans schiereiland, dat vanaf de kust van de prefectuur Ishikawa op Honshu de Japanse Zee in steekt. De naam komt van het Aino en betekent waarschijnlijk 'grote kaap'.
Op Noto liggen onder andere de plaatsen Anamizu, Noto en Wajima. De belangrijkste middelen van bestaan zijn landbouw, visserij, en toerisme.
Het schiereiland kent drie streken; van noord naar zuid:
- Okunoto (de steden Wajima en Suzu en het district Hōsu (Noto en Anamizu))
- Nakanoto (de stad Nanao en het district Kashima (Nakanoto Town))
- Kuchinoto (de steden Hakui en Kahoku en het district Hakui (Shika en Hōdatsu-shimizu))

Vroeger vormde het de zelfstandige provincie Noto, maar in 1872 werd deze met de aangrenzende provincie Kaga samengevoegd tot de prefectuur Ishikawa.

## Aardbevingen
- 25 maart 2007 (6,9 op de schaal van Richter)
- aardbevingszwerm tussen mei 2018 en juni 2022
- 5 mei 2023 (6,3)
- 1 januari 2024 (7,5)